# قرية شاوردي (خنافرة)
قرية شاوردي (بالفارسية: قریه شاوردی) هي منطقة سكنية تقع في إيران في قسم ناصري الريفي. يقدر عدد سكانها بـ 100 نسمة بحسب إحصاء 2016.